# Russiske SFSR
Russiske SFSR, Russiske Socialistiske Føderative Sovjetrepublik (russisk: Росси́йская Сове́тская Федерати́вная Социалисти́ческая Респу́блика, РСФСР) var den største af femten republikker i Sovjetunionen, og også den med flest indbyggere. Da Sovjetunionen blev opløst, blev Russiske SFSR til en del af det nuværende Rusland. Hovedstaden i republikken var Moskva, som også var hovedstad for Sovjetunionen.
Sovjetrepublik blev oprettet 7. november 1917. 10. juli 1918 blev den sovjetiske forfatning vedtaget. Republikken blev en del af Sovjetunionen i 1922, og blev formaliseret i den sovjetiske grundlov 1924. Begrebet Bolsjevik-Rusland bliver ofte brugt om perioden 1917-1922. I officielle russiske dokumenter fra den tid, blev republikken kaldt en russisk republik (russisk: Российская республика) og en sovjetisk republik (russisk: Советская республика).
Nikita Khrusjtjov overførte Krim fra Russiske SFSR til Ukrainske SSR i 1955.
Russiske SFSR var en del af Sovjetunionen frem til 12. december 1991, 14 dage før Sovjetunionen ophørte med at eksistere. Efter Sovjetunionens opløsning gennemgik Russiske SFSR flere reformer. Republikken fik navnet "Den Russiske Føderation" under præsident Boris Jeltsin.